# Guerres entre Rome et Véies
Batailles
Bataille du Crémère
Les guerres entre Rome et Véies sont une série de conflits entre Rome et la cité étrusque de Véies qui s'étalent du  Ve siècle av. J.-C. jusqu'à la chute de cette dernière en 396 av. J.-C.
Une première guerre difficile, marquée par le désastre du Crémère vers 477 av. J.-C., se conclut par un statu quo et une trêve de quarante ans. Un deuxième conflit, aux alentours des années 430 et 420, se termine par la prise par Rome de Fidènes, jusque-là aux mains des Véiens. Enfin, après quelques opérations préliminaires et un siège que la tradition fait durer dix années, la cité étrusque de Véies tombe aux mains du dictateur Camille en l'an 396 av. J.-C.

## Sources
Les épisodes des guerres romano-étrusques du Ve siècle av. J.-C. contre Véies jusqu'à la prise de Volsinies en 264 av. J.-C. sont des évènements historiques principalement connus par l'historiographie romaine, en particulier Tite-Live, et la recherche archéologique vient parfois confirmer certains évènements. L'historien romain a tendance à minimiser les revers subis par les Romains alors qu'il détaille davantage les victoires.

## Contexte
Si l'on suit la tradition,, la rivalité entre les deux villes remonte aux temps de Romulus et Ancus Marcius. Le débat est ouvert chez les historiens modernes. En effet, si certains voient dans la tradition une rivalité historique entre les deux cités existant dès les plus hautes époques, comme Mathieu Engerbeaud, d'autres, comme Jacques Heurgon, pensent que les relations entre les deux villes sont globalement bonnes à l'époque de la monarchie romaine et que la réelle rivalité entre Véies et Rome n'apparaît qu'au début de la République romaine, ce qui ne veut pas dire que les deux cités ne se sont jamais fait la guerre au temps de la royauté. En effet, un ou plusieurs conflits entre Rome et Véies ont probablement eut lieu au VIIIe siècle av. J.-C., les deux cités se disputant peut-être le contrôle des salines.
Au début du Ve siècle av. J.-C., Rome est dans une situation difficile avec la chute des Tarquins et la transition de la monarchie à la République romaine. La cité perd de sa puissance dans le Latium, ne dominant plus la ligue latine comme durant la période monarchique tardive et étrusque au VIe siècle av. J.-C. Cependant, dès 499 ou 496 av. J.-C., les Romains remportent une victoire sur les Latins au lac Régille, suivie par la ratification d'un traité d'alliance, le fœdus Cassianum de 493 av. J.-C.. Cette bataille ne se termine sans doute pas par une victoire décisive de Rome. Le traité établit la paix perpétuelle entre les confédérés ainsi qu'une assistance réciproque dans la guerre,. Il est possible qu'à la suite de la chute des Tarquins, qui se sont alors alliés aux cités latines, ce traité permette la réintégration de Rome au sein de la ligue, mais non plus en tant que simple cité subordonnée parmi d'autres, mais en tant que Cité-État pouvant traiter d'égale à égale avec l'ensemble des autres cités,. De plus, les Volsques et les Aurunces, ou encore les Èques et les Sabins, font peser une menace sur la frontière méridionale et orientale de la ligue latine, et Rome s'aménage ainsi un anneau protecteur autour d'elle.
Tout au long du Ve siècle, Rome et Véies alternent les guerres et les trêves. Véies est la cité la plus au sud de la confédération étrusque, à seulement dix-sept kilomètres au nord de Rome sur la rive droite du Tibre. Elle contrôle notamment Fidènes en amont du Tibre par rapport à Rome et l'exploitation des salines,,. À Fidènes, un bac permet de contrôler le trafic du sel entre l'Étrurie méridionale et la Campanie, via Véies et Préneste, sans dépendre de Rome.

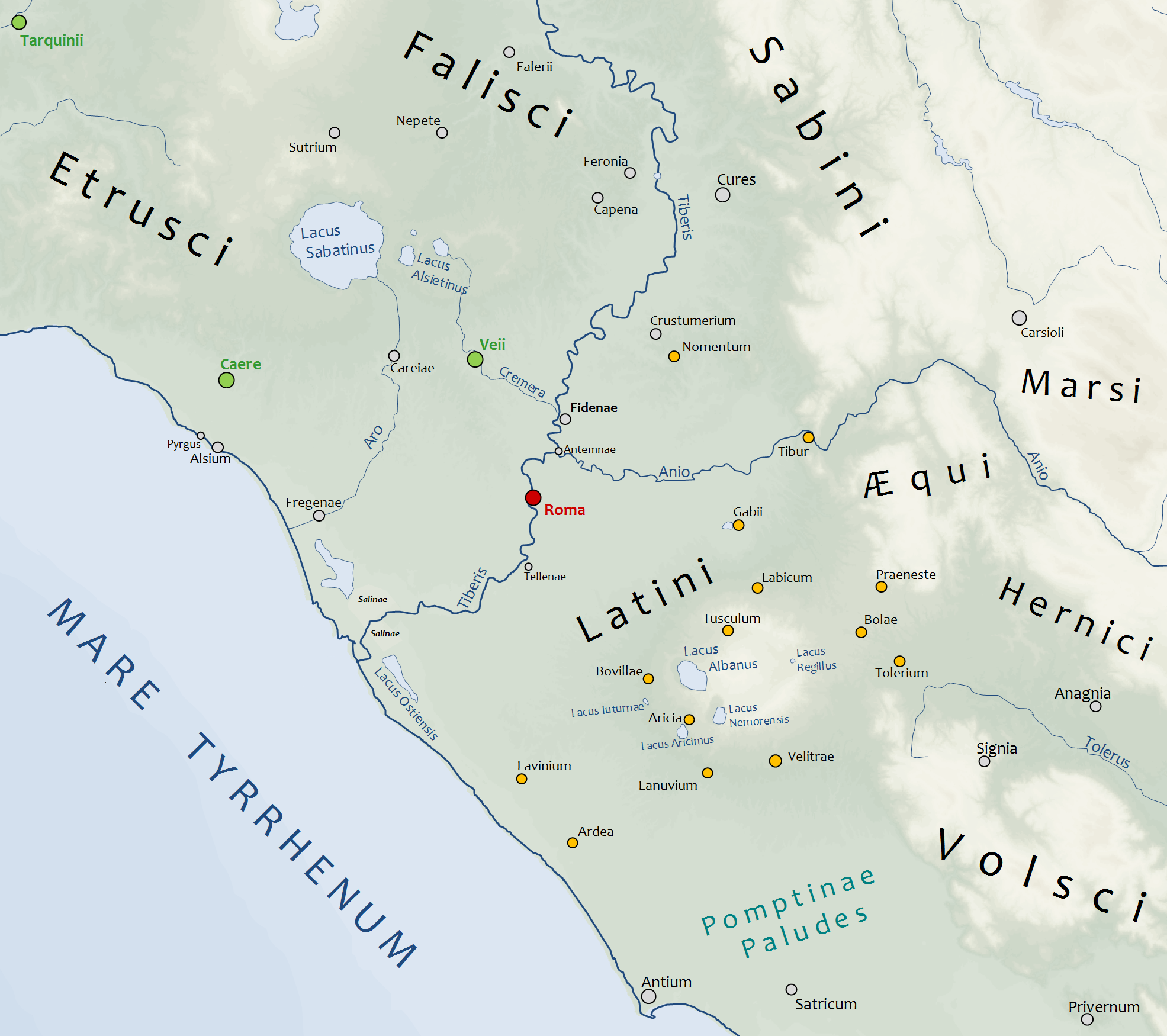
Carte de Rome et de ses environs au
En ', la cité de Rome.
En ', les cités étrusques de Véies, Caeré et Tarquinia.
En ', les cités latines.

## Première guerre (485 - 474)
Les dates de début de cette première guerre varient entre 485, et 482 av. J.-C. selon les auteurs modernes, Tite-Live évoquant la déclaration de guerre avant 482 mais ne donnant des détails qu'à partir de cette année-là. L'an 485 est la première des sept années consécutives où l'un des membres de la gens des Fabii occupe l'un des deux postes de consul.
Diodore de Sicile évoque brièvement la bataille du Crémère qu'il date lui de 472,, contre 477 pour Tite-Live ou Denys d'Halicarnasse, sur lesquels se fondent les auteurs modernes.
L'évènement marquant de cette guerre est le désastre du Crémère.

### Le récit des auteurs antiques

#### Le début du conflit
La République romaine et Véies sont en guerre depuis plusieurs années sans qu'une seule paix ne soit signée. Les Romains doivent aussi faire face à des incursions régulières des Volsques et des Èques.
En 480 av. J.-C., un des trois consulaires de la gens des Fabii, Quintus Fabius Vibulanus, meurt au combat contre Véies. La bataille est finalement remportée par les Romains, menés par les deux frères de Quintus Fabius Vibulanus : Kaeso Fabius Vibulanus et Marcus Fabius Vibulanus. Ce dernier, consul cette année-là, refuse le triomphe qui lui est décerné car son frère et son collègue Cnaeus Manlius Cincinnatus y ont trouvé la mort. Ce geste, ainsi que les éloges funèbres que Marcus Fabius prononce et les mesures prises pour s'occuper des soldats blessés permettent aux Fabii de gagner le soutien du peuple.
Alors que la guerre contre Véies s'éternise, les incursions des Èques et des Volsques se font de plus en plus pressantes. Les Véiens, apprenant que des troupes romaines avaient été congédiées, lancent des raids sur les terres de la République. Le Sénat décide de lever des troupes pour surveiller les frontières mais l'argent vient à manquer et la levée est retardée, laissant des terres vulnérables aux pilleurs ennemis.

#### Le serment desFabiiet le désastre du Crémère
En 479 av. J.-C., les Fabii, menés par Marcus Fabius Vibulanus, consul de l'année précédente, et par Kaeso Fabius Vibulanus qui a été élu consul pour l'année, proposent de combattre seuls et à leur frais contre les Véiens afin de soulager la République de ce front et prononcent un serment devant le Sénat,. Cette décision finit d'accroître la popularité dont jouit la gens Fabia auprès du peuple romain.
Ayant rassemblé leurs hommes, dont 306 patriciens de la même famille, ils quittent Rome cette même année en passant sous l'arcade droite de la porte Carmentale, plaçant ainsi selon Tite-Live l'expédition sous un signe funeste. Arrivés dans la vallée de la rivière Crémère, à une dizaine de kilomètres en amont de Rome, ils fortifient rapidement leur position en construisant un fort qui pourra leur servir de refuge en cas de retraite. Dans un premier temps, les Fabii défendent facilement leur fort et se permettent de porter la guerre sur les terres ennemies sans rencontrer trop de résistance, rapportant un important butin.
Les Fabiens, sûrs d'eux après leurs multiples succès, s'engagent une nouvelle fois en territoire ennemi dans l'espoir de prendre du bétail et sont attaqués hors de leur camp de tous côtés par l'ennemi qui, profitant de leur excès de confiance, leur a tendu une embuscade. D'abord submergés et encerclés, les Fabiens se rassemblent et portent leur force sur un seul point des lignes ennemies. Ils réussissent à ouvrir un passage dans les rangs ennemis et se replient au sommet d'une petite colline. Ils parviennent à tenir l'ennemi en respect jusqu'à ce qu'une troupe de Véiens atteigne le sommet en les prenant à revers. Les Fabiens sont alors tous tués. Les Étrusques portent ensuite leurs forces contre le fort du Crémère qui est pris.
Une grande partie de la gens Fabia est massacrée ce jour-là, seuls les membres demeurés à Rome comme le jeune Quintus Fabius Vibulanus ont survécu,.

#### Suite et fin du conflit
Ce désastre se déroule au début du mandat des consuls Caius Horatius Pulvillus et Titus Menenius Agrippae Lanatus, en 477 av. J.-C. Ce dernier est envoyé sur-le-champ contre les Véiens mais est aussi vaincu et les armées étrusques viennent assiéger Rome. Le consul Caius Horatius Pulvillus est rappelé d'une campagne contre les Volsques et après deux batailles aux portes de Rome, repoussent l'ennemi qui se fortifie en haut du Janicule et ravage le territoire romain.
L'année suivante, sous le consulat de Aulus Verginius Tricostus Rutilus et Spurius Servilius Priscus Structus, les Véiens sont pris à leur tour dans une embuscade, à l'instar des Fabiens, et essuient de lourdes pertes. Après une tentative désastreuse d'assaut de nuit du camp du consul Servilius, ils se replient de nouveau sur le Janicule. Le consul Servilius tente de les poursuivre mais échoue et son collègue Verginius vient à son secours. Les armées de Véies sont écrasées, ce qui met fin à cette longue guerre.

### L'interprétation des historiens modernes
Deux hypothèses principales ont été avancées pour expliquer la motivation des Fabii. La première inscrit l'entreprise dans une stratégie romaine plus globale. L'objectif aurait été de prendre le contrôle de la navigation du Tibre en prenant position à sa confluence avec le Crémère et couper les voies de communication entre Véies et Fidènes. Selon la deuxième hypothèse, l'action des Fabii ne répond pas à une stratégie aussi large. Ces derniers possédant des terres tournées vers Véies et inquiets de voir Rome se tourner vers les Volsques et les Èques, ils auraient lancé une guerre familiale et privée (bellum familiare) afin de conquérir les territoires jouxtant le leur et ainsi sécuriser leurs possessions,.
Certains historiens ont remis en doute l'authenticité des faits tels que rapportés par les auteurs antiques. La plupart des historiens, plutôt que de remettre en cause l'ensemble du récit, semblent s'accorder sur le fait que les Fabiens ont bien joué une part active dans la guerre contre Véies et subi de lourdes pertes,.

### Les conséquences: trêve de quarante ans
Cette première guerre est difficile pour Rome, voyant les armées de Véies venir jusqu'aux portes de la ville ainsi qu'occuper brièvement le Janicule de l'autre côté du Tibre. Cependant, la guerre se termine par un statu quo : aucune perte territoriale de part et d'autre et une trêve de quarante ans est conclue.

## Deuxième guerre (438 - 425)

Localisation de Fidènes et de son territoire.

Ce deuxième conflit est parfois appelé « guerre de Fidènes », du nom d'une cité latine sous domination de Véies en amont du Tibre par rapport à Rome.
Tite-Live rapporte deux sièges séparés par neuf ans, un en 435 et un en 426 av. J.-C. Les événements ayant précédé les deux sièges étant identiques, il est admis que le second siège est une répétition du premier et le récit suivant condense les deux histoires.

### Le récit des auteurs antiques
Fidènes, qui est alors selon Tite-Live une colonie romaine, abandonne la République au profit de Véies. Lars Tolumnius, roi de cette dernière, demande aux Fidénates la mise à mort des députés romains venus en tant qu'ambassadeurs à Fidènes afin de demander les motifs du mécontentement. Les Véiens et les Fidénates traversent la rivière Anio, et pénètrent en territoire romain. Le consul romain Lucius Sergius les affronte et les oblige à se retirer. Le dictateur Mamercus Aemilius Mamercinus repousse alors les ennemis de Rome au-delà de l'Anio, qui s'installent près de Fidènes, où ils sont rejoints par une armée falisque.
S'ensuit la bataille de l'Anio qui voit Aulus Cornelius Cossus tuer le roi Tolumnius en combat singulier, puis le dépouiller et plante sa tête sur une pique, remportant le spolia opima, l'armure du roi vaincu. Ces dépouilles ont été ensuite offertes à Jupiter Feretrius : les « dépouilles opimes ». Le roi Tolumnius mort, les armées étrusques se replient, poursuivies par la cavalerie romaine de Cornelius Cossius. Cette victoire met fin à toute menace directe sur Rome, mais une épidémie empêche Rome de finaliser cette victoire.
Le Fidénates retrouvent confiance et reprennent les incursions dans le territoire romain. La peste qui sévit à Rome redouble de vigueur, décimant le peuple romain. Les Fidénates, profitant du fait que Rome est paralysée, ravagent le territoire de la ville, puis s'unissant aux Véiens, traversent l'Anio et établissent le camp près de Rome. Il est décidé que l'on nomme Quintus Servilius Structus Priscus dictateur qui choisit alors Postumius Aebutius Helva Cornicen comme maître de cavalerie. L'ennemi se retire sur les hauteurs, où Servilius les suit puis engage la bataille de Nomentum, au nord-est de Fidènes. Défaits, les Étrusques se replient dans Fidènes et les Romains préparent le siège.
Fidènes est bien fortifiée et bien approvisionnée, les Romains assiègent la ville. Les Romains décident de creuser un tunnel dans la roche sur le côté le plus faiblement défendu de la ville pendant que des attaques de diversion avaient lieu sous les murs. Ils pénétrèrent par ce tunnel et neutralisèrent les derniers résistants. La ville est finalement prise et soumise au pillage par l'armée du dictateur. Ce dernier ordonne à Cornelius d'abdiquer, et fait de même seulement seize jours après sa nomination.

### L'interprétation des historiens modernes
La mise à mort des ambassadeurs romains, la coalition entre Véies, Fidènes et les Falisques contre Rome, la défaite des coalisés et la chute de Fidènes sont des évènements acceptés par les historiens modernes. Même la mort de Lars Tolumnius en combat singulier contre Aulus Cornelius Cossus est reprise dans les récits modernes.
Le tunnel utilisé pour la prise de Fidènes aurait été préexistant comme canicula, des canalisations destinées à évacuer les eaux de ruissellement et servant aussi d’égouts.

### Les conséquences: prise de Fidènes et trêve de vingt ans
La coalition de Fidènes avec la cité étrusque de Véies et les Falisques est battue par Rome sous les murs de Fidènes en 425 av. J.-C. La cité est prise et détruite, faisant perdre à Véies son enclave sur la rive gauche du Tibre, une colonie romaine est installée sur ces terres, et une trêve de vingt ans est conclue entre Véies et Rome.

## Troisième guerre (405 - 395)
Cette troisième guerre est aussi connue sous le nom de « bataille de Véies » ou « siège de Véies ».

### Le récit des auteurs antiques
Selon Tite-Live, la trêve entre Rome et Véies arrive à expiration en l'an 406, soit vingt ans après la prise de Fidènes. La cité étrusque est en proie à des conflits internes. À la suite d'une réponse insolente des Véiens, Rome décide de leur déclarer la guerre ce qui est fait après la prise d'Anxur sur les Volsques. Le siège de la ville commence en l’an 405 et les autres cités étrusques décident pour le moment de s'abstenir de toute intervention. Jusqu'en 403, le siège est soutenu tandis que les Romains combattent par ailleurs les Volsques.
En 403, la cité étrusque, face aux conflits politiques qui la secouent et à la guerre contre Rome, décide de se désigner un roi. La personnalité de ce roi amène les autres cités étrusques à refuser tout soutien tant qu'il dirige Véies. Rome s'engage dans un long siège pour réduire la ville, maintenant pour la première fois des troupes autour de la cité étrusque même en hiver,. En 402, les Falisques et les Capénates, se sentant menacés par l'expansion romaine, attaquent l'armée romaine de siège, encourageant par ailleurs les Véiens à faire une sortie et prendre à revers les soldats romains. Des dissensions entre les commandants romains mènent à de lourdes pertes humaines côté Romains et une partie des lignes de fortifications est perdue. En 399, de nouveaux combats tournent à l'avantage des Romains et les alliés de Véies sont repoussés. L'année suivante, Faléries, capitale des Falisques, et Capène sont pillés par Lucius Valerius Potitus et Marcus Furius Camillus.
Tite-Live raconte ensuite le prodige du lac Albain dont le niveau vient de monter à une hauteur inhabituelle et son interprétation  par un haruspice que les Romains ont capturé : Rome ne peut s'emparer de Véies tant que ce lac ne sera pas vidé. Tarquinia, profitant des nombreux conflits à Rome, internes d'une part externes d'autre part avec différentes guerres contre Véies, les Volsques et les Èques, ravage les terres romaines. Un raid romain permet de récupérer en partie le butin. En Étrurie, on se refuse toujours à venir en aide à Véies, d'autant plus qu'une menace gauloise pèse sur l'Étrurie padane au nord.
En 396, une armée romaine tombe dans une embuscade tendue par les Capénates et les Falisques, sans grande perte. À Rome, les rumeurs annoncent le massacre de l'armée entière, la perte des fortifications près de Véies et l'avancée d'une armée sur Rome. L'eau du lac albain répandue dans la campagne, Marcus Furius Camillus est nommé dictateur. Il met en déroute les Capénates et les Falisques, reprend en main la direction du siège de Véies et fait ordonner de creuser un tunnel sous la ville. Attaquant la ville de toute part, les Romains empruntent le tunnel, débouchent à l'intérieur du temple de Junon dans la citadelle, et leurs forces prennent l'ascendant sur celles de Véies.

### L'interprétation des historiens modernes
Dans le récit antique, le siège de Véies dure dix années, à l'instar de la guerre de Troie. Tite-Live rejette sur Véies la cause du conflit, et il est difficile de connaître le motif exact de reprise de la guerre. La cité étrusque est en proie à un conflit entre aristocratie et éléments populaires, dont la perte de Fidènes vingt ans plus tôt ruine les activités commerciales. L'élément populaire l'emporte sans doute en nommant un tyran issu de leurs rangs, ce qui peut expliquer le refus des aristocraties des autres cités étrusques de venir au secours de Véies.
Les deux alliés de Véies ne proviennent pas du monde étrusque : Capène est une cité à dominante sabine tandis que Faléries est falisque, composée de Latins étrusquisés. De plus, comme le signale Tite-Live, la menace des Gaulois sur l'Étrurie padane a sans doute paru plus dangereuse sur le moment que la menace romaine.
Certains éléments du récit des guerres entre Rome et Véies relèvent pour une large part de « l'historicisation d'une matière mythique ». Georges Dumézil dans son ouvrage Mythe et épopée III (1973) a notamment montré que le débordement du lac Albain qui survient la dernière année de guerre a des parallèles avec le rite de la divinité Apam Napat (« le Descendant des eaux ») dans la mythologie indo-iranienne, d'une part, et avec la légende irlandaise du puits de Nechtan, de l'autre. Coïncidant avec le début de la Canicule, l'éruption légendaire du lac Albain entretient manifestement des rapports avec la fête religieuse des Neptunalia qui avaient lieu à partir du 23 juillet.

### Les conséquences: chute de Véies
Cette conquête de Véies est marquée par l’annexion de son territoire, voisin de celui de Rome, la distribution de ses terres, la création de quatre tribus rustiques quelques années plus tard et l’incorporation civique de l’essentiel de sa population. Le territoire romain passe alors de 900 km2 à près de 1 600 km2, ce qui constitue la première véritable extension territoriale depuis le début du Ve siècle av. J.-C. La chute de Véies en 396 av. J.-C. à la suite du siège mené par les Romains sous la conduite du dictateur Camille, est un évènement grave dans l'histoire étrusque. Cette disparition d'une des cités majeures de l’Étrurie est contemporaine de la perte de l’Étrurie padane au nord face aux Gaulois Sénons.
En 395 av. J.-C., peu de temps après la chute de Véies, les Romains s'emparent de Sutrium et de Nepete, d'anciennes places fortes étrusques situées en terres falisques. Les Capénates, peuple italique situé non loin de Faléries, passent aussi sous domination romaine. Les cités étrusques de Volsinies, de Vulci et de Tarquinia se trouvent dorénavant en contact ou non loin de la puissance romaine. Alors que ces cités ne se sont que senties très peu concernées par la guerre entre Rome et Véies, elles semblent dorénavant réagir. Des raids de Volsiniens sont notés par Tite-Live en 392 et 391 av. J.-C.

## Les relations romano-étrusques jusqu'au milieu duIIIesiècleav. J.-C.
À la suite du sac de Rome, un probable conflit oppose les Romains à des cités étrusques jusqu'en 386 av. J.-C. Les sources antiques ne rapportent plus aucun combat entre les Romains et les Étrusques jusqu'à la guerre romano-étrusque opposant Tarquinia et les Falisques de Faléries à Rome à partir de 358 av. J.-C.
Quant à Caeré, qui est venue en aide aux Romains lors du sac de Rome de 390 av. J.-C., elle se voit octroyer par Rome le droit d'hospitalité et choisit une attitude neutre, voire l'alliance, avec Rome dans les premières décennies qui suivent ce premier raid gaulois. Il s'agit peut-être d'une alliance maritime, Caeré ayant besoin du bois du Latium pour sa flotte et les deux cités cherchent peut-être à enrayer l'avancée syracusaine, menée par le tyran Denys l'Ancien, en ce début de IVe siècle av. J.-C.
La menace que représente la Syracuse du tyran Denys l'Ancien, qui règne entre 405 et 367 av. J.-C. sur les côtes tyrrhéniennes, rapproche sans doute Rome des cités étrusques du sud. Une trêve de quarante ans est alors conclue, une nouvelle invasion gauloise ainsi que le réveil de Syracuse, vieille ennemie des Étrusques, rapprochent à nouveau Rome des Étrusques vers 350. Les relations romano-étrusques redeviennent calmes et pacifiques.
La trêve de quarante années entre Rome et Tarquinia de 351 prend fin en l'an 311,, année à laquelle commence une nouvelle guerre romano-étrusque dans le conflit plus large qu'est la seconde guerre samnite. Cela mène à terme à la troisième guerre samnite et à la conquête romaine de l'Étrurie qui se termine en l'an 264 av. J.-C.